# Водопьяновас, Геннадий Линас
 Линас (Геннадий) Водопьяновас (лит. Genadijus Linas Vodopjanovas; род. 8 июня 1973, Неринга, Литовская ССР, СССР) — литовский прелат, францисканец. Титулярный епископ Квизы и вспомогательный епископ Тельшяя с 11 февраля 2012 по 20 мая 2016. Епископ Паневежиса с 20 мая 2016.

## Биография
В 1992 году, после окончания средней школы в Ниде, вступил в конгрегацию францисканцев.
С 1992 по 1993 год — послушник францисканского монастыря в штате Мэн, США. 4 июня 1993 года принял первые обеты.
В 1993—1995 годах учился в Каунасской духовной семинарии и на факультете теологии Университета Витаутаса Великого.
В 1995—2000 годах учился в Вероне (Италия), в Studio teologico «S. Bernardino» при папском университете Antonianum.
15 августа 1996 года принёс вечные обеты и принял имя Линас, а 15 августа 1999 года был рукоположен в диаконы.
26 мая 2000 года получил степень бакалавра богословия.
С 2000 года — викарий францисканского монастыря в Кретинге.
15 июля 2000 года епископ Тельшяя Антанас Вайчюс рукоположил его в священники.
В 2001—2004 годах — настоятель францисканского монастыря в Кретинге, и в 2003—2004 годах пастор Кретинга.
В 2004—2007 годах — настоятель францисканского монастыря на Горе Крестов в Шяуляе.
В 2007—2010 годах — занимал различные посты в ордене в Литве, в том числе, был избран вице-министром литовской провинции ордена.
С 2010 года служил пастором прихода Кретинга.
Папа Бенедикт XVI назначил его 11 февраля 2012 года титулярным епископом Квизы и вспомогательным епископом Тельшяя.
Архиепископ Вильнюса кардинал Аудрис Юозас Бачкис рукоположил его 14 апреля этого же года. Епископская ординация, прошла в Кретинге, в костёле Благовещения Пресвятой Девы Марии, соконсекраторами были Йонас Борута, иезуит, епископ Тельшяя и Сигитас Тамкявичус, иезуит, архиепископ Каунаса. Своим девизом самый молодой католический епископ в мире он выбрал Beati Pacifici (Блаженны миротворцы) из Евангелия от Матфея (5:9).
20 мая 2016 года назначен епископом Паневежиса.